# Хандриков, Лев Борисович
Лев Борисович Хандриков (1926—2002) — майор Советской Армии, участник Великой Отечественной войны, Герой Советского Союза (1945).

## Биография
Лев Хандриков родился 10 апреля 1926 года в Сталинграде. В 1936 году переехал в Свердловск, где окончил семь классов школы и работал слесарем-сборщиком на заводе. В феврале 1944 года Хандриков был призван на службу в Рабоче-крестьянскую Красную Армию и направлен на фронт Великой Отечественной войны. Принимал участие в боях на 4-м, 3-м и 2-м Украинских, Карельском фронтах, два раза был ранен и контужен.
К августу 1944 года ефрейтор Лев Хандриков был радиотелеграфистом батареи 870-го лёгкого артиллерийского полка 11-й лёгкой артиллерийской бригады 7-й артиллерийской дивизии прорыва 3-го Украинского фронта. Отличился во время освобождения Молдавской ССР. 25 августа 1944 года к северо-востоку от Минжира Хандриков заменил собой погибшего пулемётчика и принял активное участие в отражении большого количества вражеских контратак.
Указом Президиума Верховного Совета СССР от 24 марта 1945 года за «образцовое выполнение боевых заданий командования на фронте борьбы с немецкими захватчиками и проявленные при этом мужество и героизм» ефрейтор Лев Хандриков был удостоен высокого звания Героя Советского Союза с вручением ордена Ленина и медали «Золотая Звезда» за номером 9136.
Участвовал в советско-японской войне. После её окончания продолжал службу в Советской Армии. В 1949 году Хандриков окончил Ярославское военно-политическое училище. В 1966 году в звании майора он был уволен в запас. Проживал в Одессе, работал в среднем мореходном училище. Скончался 28 января 2002 года, похоронен на 2-м Христианском кладбище Одессы.
Почётный гражданин городов Леово и Минжир. Был также награждён орденом Отечественной войны 1-й степени и рядом медалей.
В честь Хандрикова была названа школа в Леово.